# Дуаз-Игрежаш (Пенафиел)
Дуаз-Игрежаш (порт. Duas Igrejas) — район (фрегезия) в Португалии, входит в округ Порту. Является составной частью муниципалитета Пенафиел. По старому административному делению входил в провинцию Дору-Литорал. Входит в экономико-статистический субрегион Тамега, который входит в Северный регион.
Население составляет 2495 человек на 2001 год. Занимает площадь 6,11 км².